# Hrabstwo Lander

Piramida wieku hrabstwa

Hrabstwo Lander znajduje w środkowo-północnej części stanu. W roku 2000 liczba ludności wynosiła 5.794. Stolicą jest Battle Mountain.

## Historia
Lander jest jednym z dziewięciu pierwszych hrabstw Terytorium Nevady. Nazwany na cześć Fredericka W. Landera głównego inżyniera federalnej platformy kolejowej w tym regionie. Zginął w 1862 roku w czasie wojny secesyjnej w Wirginii walcząc po stronie Unii jako generał brygady.
Powstałe w tym samym roku hrabstwo, błyskawicznie się rozwijało w pobliżu rzeki Reese. Lander nazywany jest „matką hrabstw”, bo wiele późniejszych oderwało się od jego terytorium (Elko, Eureka, White Pine). Pierwszą stolicą było Jacobsville, w 1863 roku władze przeniosły się do Austin. Od 1979 jest to Battle Mountain.

## Geografia
Całkowita powierzchnia wynosi 14 295 km² (5 519 mil²). Z czego 14 228 km² (5 494 mil²) stanowi ląd, a 67 km² (26 mil², 0,47%) woda.

### CDP
- Austin
- Battle Mountain
- Kingston

### Sąsiednie hrabstwa
- Elko – północ
- Eureka – wschód
- Nye – południe
- Churchill – zachód
- Perhing – zachód
- Humboldt – północny zachód